# ماريا يوجينا بوزولي
ماريا يوجينا بوزولي (بالإسبانية: María Eugenia Bozzoli Vargas)‏ (تُعرَف أيضًا بماريا يوجينا بوزولي فارغاس وماريا يوجينا بوزولي دي ويلي)، ولدت في 26 مايو عام 1935 في سان ماركوس، كوستاريكا، عالمة إنسانيات وعالمة اجتماع وناشطة في مجال حقوق الإنسان. هي واحدة من مؤسسي علم الإنسانيات في كوستاريكا، بالإضافة إلى كونها أول امرأة تصبح عالمة إنسانيات في بلدها كوستاريكا.

## نشأتها وتعليمها
ولدت بوزولي في سان ماركوس دي تارازو في 26 مايو عام 1935، وهي ابنة بينيلدا فارغاس بلانكو وفيرمين بوزولي زونيغا. تخرجت من الكلية العليا للسيدات في عام 1952. عاشت بوزولي في ولاية كانساس الأمريكية لمدة ست سنوات في خمسينيات القرن العشرين خلال دراستها في جامعة كانساس (درجة البكالوريوس والماستر في علم الآثار).

## مهنتها
في عام 1959، أصبحت بوزولي أستاذة في علم الآثار الثقافي في جامعة كوستاريكا قالت عنها جمعية علوم الإنسانيات التطبيقية إنها «معروفة بدفاعها عن حقوق الأقليات العرقية، وبجهودها من أجل احترام ومراعاة والاعتراف بالتنوعات الثقافية، ودفاعها عن الاستخدام المحافظ والمستديم للبيئة الطبيعية». ركزت بوزولي في عملها على البحث في التاريخ الثقافي لشعوب الهنود الحمر الأصلية، وإيجاد بدائل للتنمية الوطنية عبر دراسة التنوع في تاريخ بلدها. تتميز بالمهارة في فهم القضايا الاجتماعية التي تواجه شعوب بلادها الأصلية. كنتيجة -وخلال مسيرتها المهنية- عملت بوزولي مع عدد كبير من المؤسسات الحكومية، من ضمنها مؤسسة الرعاية الاجتماعية، ومؤسسة الكهرباء فيما يخص قضايا إعادة الإسكان مع مشاريع بناء السدود، ووزارة الموارد الطبيعية بهدف تحقيق التنمية المستدامة في كوستاريكا.
حصلت بوزولي على شهادة دكتوراه (Ph.D) في علم الإنسانيات من جامعة جورجيا عام 1975. بعد ذلك، عملت مديرة لمجلس النشاط الاجتماعي في جامعة كوستاريكا ونائبًا لرئيسه (1976-1981). وألفت كتاب الولادة والموت في نظام معتقدات هنود البريبي في كوستاريكا (1979). في عام 1981، مُنحَت بوزولي زمالة فولبرايت وعملت أستاذة في جامعة ولاية لويزيانا. في عام 1992، أصبحت أستاذة فخرية في جامعة كوستاريكا؛ عام 1998، كانت أستاذة زائرة في جامعة كانساس، وفي عام 2000، انتُخبت لتصبح عضوًا في مجلس الجامعة الحكومية للتعليم عن بعد في كوستاريكا. في عام 1962 بدأت بوزولي بالتعليم في جامعة كوستاريكا وبقيت هناك.

## مراتب الشرف
بوزولي هي واحدة من مؤسسي علم الإنسانيات في كوستاريكا، وأول امرأة عالمة إنسانيات في البلد. في عام 2000، مُنحت جائزة برونيسلو مالينوسكي،[3]وفي السنة اللاحقة، كانت الفائزة بجائزة ماغون الوطنية للثقافة. سُمّي على شرفها متحف الدكتورة ماريا يوجينا بوزولي لثقافات الشعوب الأصلية في مدينة بويرتو فييخو دي سارابيكي في كوستاريكا.

## حياتها الشخصية
خلال دراستها لدرجة البكالوريوس في جامعة كانساس، التقت بعالم الحشرات الكوستاريكي ألفارو ويلي تريخوس، وتزوجا. ذهبت ليتيشيا (ابنة بوزولي) إلى جامعة كانساس، وأيضًا إخوة بوزولي: ريكاردو، وفيرناندو، وفيرجينيا.